# Розанная орехотворка
Розанная орехотворка, или диплолепис розанный (лат. Diplolepis rosae), — вид перепончатокрылых насекомых надсемейства орехотворок. Вызывает развитие галлов, известных под названием бедегуар, на растениях рода Шиповник.

## Описание
Длина взрослых самок 3,7—4,3 мм, самцов — 2,4—3 мм. Окраска брюшка от жёлто-красной до красно-коричневой. Усики состоят из 14 члеников у самок и 15 у самцов.

## Распространение
Распространён в Европе и Средней Азии, а также в Турции. Был завезён в Северную Америку.

## Биология
Самки откладывают яйца в молодые побеги и завязи шиповника. После выхода личинки из яйца начинается развитие галла. На концах побегов (реже на листьях, цветках и плодах) образуются многокамерные красновато-зелёные галлы округлой формы, покрытые длинными тонкими волосками. Диаметр галлов до 5 см и более. Их созревание заканчивается осенью, когда они приобретают тёмно-коричневую окраску. В личиночном состоянии орехотворки пережидают зиму. Окукливание происходит весной следующего года. Лёт имаго наблюдается в июне.